# Andrew Lang
Andrew Lang (Sellkirk, 1844 - Banchory, 1912) va ser un escriptor d'Escòcia, antropòleg i recopilador de contes.
La seva fama ve sobretot pels reculls de contes populars i mites locals, com a Els llibres de les fades. Analitzava aquestes històries com a elements antics, primitius que sobrevivien en l'imaginari col·lectiu com a símbols d'altres èpoques. També associava els elements sobrenaturals a l'espiritualitat natural que segons ell tenen tots els homes però que a vegades queda deformada per la societat. Va escriure monografies sobre les obres d'Homer, sobre història britànica i sobre mètrica. En tots els casos destaca el seu afany pel detall erudit.